# Aunque sea una película chiquita
 Aunque sea una película chiquita  es una película de Argentina filmada en blanco y negro, escrita y dirigida por Adrián Vinuesa que se produjo en 1990 y no se estrenó comercialmente. Tuvo como actores principales a Gerardo Baamonde, María José Gabín y Floria Bloise.

## Sinopsis
Una comunidad imaginaria está obligada a ver una y otra vez la misma película hasta que una pareja de jóvenes se vincula con un grupo clandestino que conserva viejos filmes.

## Reparto
- Gerardo Baamonde
- María José Gabín
- Floria Bloise

## Comentarios
```
 
Página 12
 escribió el 26 de julio de 1990:
```

«Un film en frasco chiquito…a fuerza de vocación.»

Manrupe y Portela escriben:

«Una especie de Farenheit 451 del cine con unos toquecillos de fábula universal.»